# Zhou Shuguang
Zhou Shuguang (周曙光), ayant pour pseudonyme Zola (Zuola), né le 3 octobre 1981, est un militant et blogger chinois naturalisé taïwanais, célèbre pour ses reportages à travers la Chine sur des injustices à l'égard de citoyens.

## Biographie
Né dans la province de Hunan et fils d'un mineur, il a quatre frères. Informaticien de formation, il travaille dans le dessin animé pendant ses études qu'il interrompt au bout d'un an avant d'aller travailler cinq ans à Shenzhen, puis tient un petit magasin de boissons.
En mai 2004, Zhou Shuguang ouvre son blog, ses billets traitant d'histoires de sa ville de Meitanba, notamment mouvements sociaux et de faits de corruption. Il héberge son blog en dehors de la Chine et accessible via un accès sécurisé. Son pseudonyme vient du footballeur Gianfranco Zola, n'ayant découvert Émile Zola que par la suite, référence qu'il revendique désormais.
En 2005, il participe à une conférence de bloggers chinois, à Shanghai.
En 2007, il devient célèbre en rapportant le conflit qui oppose, à Chongqing, des habitants et des démolisseurs : l'affaire de la « maison-clou ». Il met en place son blog, finançant en partie ses reportages par les dons et la publicité : « J'utilise pour la plupart mon propre argent, mais il y a aussi des personnes qui font des dons via mon blog ».
En 2007, il rapporte les manifestations à Xi'an contre la construction d'une usine pétrochimique, puis enquête sur « des éleveurs de fourmis floués par un fabricant d'aphrodisiaques » et est placé en garde à vue, interrogatoire qu'il raconte de manière détaillée sur son blog.
Après le séisme de 2008 au Sichuan, il s’engage dans la Croix-Rouge et rapporte ses observations sur son blog.
Durant les émeutes de 2008 du Guizhou, dues à l'affirmation que le gouvernement local couvrait le viol et le meurtre d'une fille de 17 ans, ce que ce dernier nie, Zhou Shuguang voyage dans la zone, interviewe les parents de la fille et prend des photos des émeutes, dont il fait la publicité sur son blog. Lui et d'autres blogueurs causent principalement le renvoi de quatre membres du gouvernement local et du Parti communiste.
Pendant les Jeux olympiques d'été de 2008 à Pékin, il est interdit de séjour dans la capitale ; Marianne2, le site du journal français Marianne publie chaque jour des chroniques qu'il écrit.
Le 14 août 2008, il est détenu une heure dans sa ville natale dans la province du Hunan. Il commente en direct sa détention sur Twitter, avant d'être reconduit dans sa ville de Meitanba, où il est assigné.
Zhou Shuguang voit son blog nommé pour les « Best of Blogs 2008 ».
En 2009, il diffuse sur Twitter des photos inédites prises par un soldat au lendemain de la répression des manifestations de la place Tian'anmen, puis sur Weibo où elles sont censurées.
En 2011, il s'installe à Taïwan, d'où est originaire sa femme. Il obtient la nationalité taïwanaise le 4 juin 2018.